# Kirchenprovinz Mainz

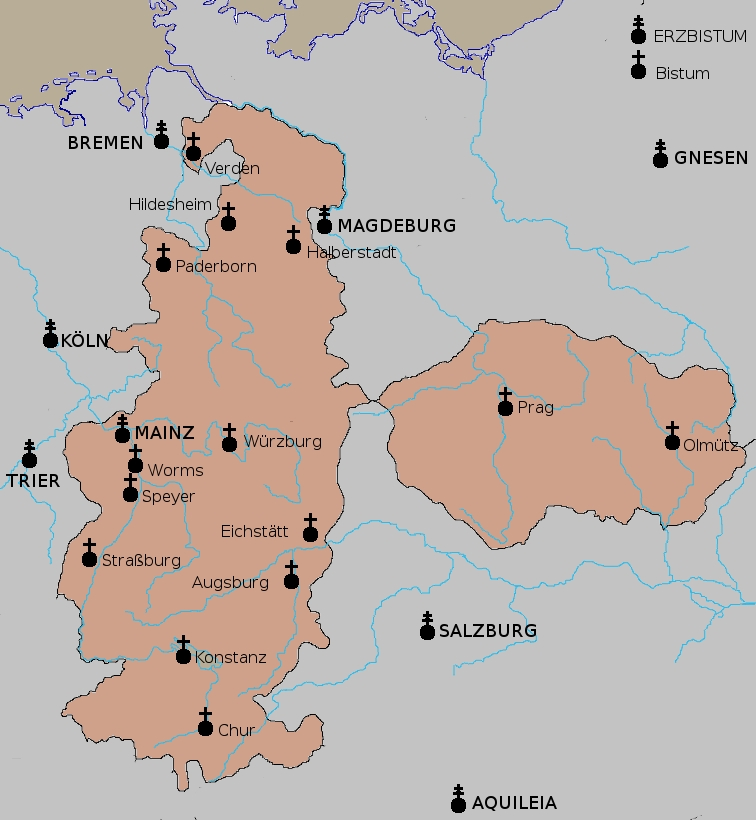
Die Kirchenprovinz Mainz um das Jahr 1000, vor der Exemtion Bambergs und nach der Gründung der Kirchenprovinz Magdeburg. 1344 wurde Prag zum Erzbistum erhoben mit Olmütz als Suffraganbistum

Die Kirchenprovinz Mainz (lat. Provincia Ecclesiastica Moguntina) war eine von 782 bis 1805 bestehende Kirchenprovinz der römisch-katholischen Kirche. 

## Entwicklung
Die Kirchenprovinz entstand 782 nach Wiederaufrichtung der Metropolitanverfassung unter Karl dem Großen und nachdem Pläne des Bonifatius zur Schaffung einer großen austrasischen Kirchenprovinz mit Sitz in Köln gescheitert waren.
Die Kirchenprovinz bildete sich um die Wende vom 8./9. Jahrhundert aus. Eine offizielle Umschreibung (Zirkumskription) ist nicht nachgewiesen. Der Nachfolger des Bonifatius als Bischof von Mainz, Lullus behalf sich wohl mit dem gegenstandslos gewordenen Ernennungsdekret des Bonifatius für Köln als Erzbistum, das er für seine Zwecke abänderte.
Die Kirchenprovinz Mainz erstreckte sich in Nord-Süd-Richtung fast durch das gesamte Gebiet des Heiligen Römischen Reiches. 
Neben dem Erzbistum Mainz gehörten zunächst die Bistümer Verden, Hildesheim, Halberstadt, Paderborn, Würzburg, Worms, Speyer, Augsburg, Eichstätt, Konstanz, Straßburg und Chur zum Metropolitanverband. 946 und 948 kamen die Diözesen Havelberg und Brandenburg dazu, die jedoch schon gut 20 Jahre später wieder aus der Provinz ausschieden und der Provinz des 962 gegründeten Erzbistums Magdeburg einverleibt wurden. Als Ersatz kamen 973 die Bistümer Prag und für Mähren (später Olmütz) zur Kirchenprovinz hinzu. 1007 wurde das Bistum Bamberg gegründet, das zwar zur Mainzer Kirchenprovinz gehörte, aber gleichzeitig gewisse Immunitätsrechte gegenüber dem Erzbischof besaß. 1245 wurde die Exemtion des Bistums Bamberg formell bestätigt, wobei der Mainzer Erzbischof das Recht behielt, den Bamberger Bischof zur Provinzialsynode einzuladen.
1341 schieden Prag und Olmütz aus der Kirchenprovinz aus. Prag wurde 1344 Erzbistum mit Olmütz als Suffragan. Im Zuge der Reformation gingen die Bistümer Verden und Halberstadt unter, deren Gebiete, ebenso wie die der Kirchenprovinz Magdeburg, den Nordischen Missionen zugeschlagen wurde.
Die Umschreibung des Metropolitanverbands änderte sich danach bis zum Ende 1803 nicht mehr. Im 18. Jahrhundert wurden Corvey und Fulda noch zu Bistümern erhoben, blieben aber Suffragane der Kirchenprovinz Mainz.
Nach der französischen Revolution wurde das Erzbistum Mainz mit dem Konkordat von 1801 durch Napoleon säkularisiert. Der Reichsdeputationshauptschluss vom 25. Februar 1803 beschloss die Übertragung der Würden des Erzbistums auf das Bistum Regensburg. Am 1. Mai 1805 bestätigte Papst Pius VII. die Translation. Im Wiener Kongress 1815 wurden zwar die Gebietsabtretungen des Reiches an Frankreich zurückgenommen, das Erzbistum Mainz wurde jedoch nicht wiedererrichtet, sondern als Suffraganbistum der neu gegründeten Oberrheinischen Kirchenprovinz mit Metropolitansitz in Freiburg zugeschlagen, zu dem es noch heute gehört.

## Bedeutung
Die Metropoliten der Kirchenprovinz, die Mainzer Erzbischöfe, gehörten als Nachfolger des Bonifatius, Kurfürsten und Reichserzkanzlern zu den mächtigsten Männern des Heiligen Römischen Reiches Deutscher Nation. Gewohnheitsmäßig nahmen sie den Titel Primas Germaniae für sich in Anspruch. Die Zugehörigkeit Prags machte den Mainzer Erzbischof zu dem Bischof, der für die Krönung der böhmischen Könige zuständig war.